# أناتولي بوبوف
أناتولي ألكساندروفيتش بوبوف (مواليد 10 يوليو 1960) — رجل دولة روسي. مدير إدارة سياسة الميزانية في مجال الخدمات العسكرية والقانونية الحكومية وأوامر الدفاع الحكومية لوزارة المالية الروسية منذ نوفمبر 2013.
كان رئيس حكومة جمهورية الشيشان من 10 فبراير 2003 إلى 16 مارس 2004. القائم بأعمال رئيس الإدارة المؤقتة لجمهورية الشيشان من 5 أغسطس إلى 19 أكتوبر 2003. وهو دكتور في العلوم الاقتصادية.

## السيرة الذاتية
وُلد في 10 يوليو 1960 في قرية سوخوتينسكي، منطقة بريوزورني، جمهورية قلميقيا الاشتراكية السوفيتية ذاتية الحكم (حاليًا قرية كاتشينيري، قلميقيا).
في عام 1982، تخرج من كلية الاقتصاد في معهد فولغوغراد الزراعي الحكومي. في عام 2010، تخرج من جامعة موسكو الحكومية لوسائل الاتصال. دكتور في العلوم الاقتصادية. خضع لدورات تدريبية متقدمة في مدرسة ياروسلاف العسكرية العليا للمالية والاقتصاد (1983) وجامعة موسكو الحكومية لإدارة الحكومة (2013). يتقن اللغة الإنجليزية.
في عام 1984 — باحث مبتدئ في معهد أبحاث الزراعة في منطقة الفولغا السفلى.
من 1984 إلى 1986 — أمين سر لجنة مقاطعة غوروديشينسكي للكومسومول في أوبلاست فولغوغراد.
شارك طوعًا في تصفية عواقب حادث محطة تشيرنوبل للطاقة النووية.
من 1986 إلى 1987 — باحث مبتدئ في معهد عموم الاتحاد لبحوث الري الزراعي (فولغوغراد).
من 1988 إلى 1990 — طالب دراسات عليا في معهد عموم روسيا لاقتصاد الزراعة.
من 1990 إلى 1992 — مستشار في أمانة نائب رئيس وزراء الاتحاد السوفيتي.
من 1992 إلى 1993 — كبير الاقتصاديين في وزارة المالية الروسية.
من 1993 إلى 1996 — رئيس مجلس إدارة بنك "أبابانك" للأسهم التجارية.
من 1996 إلى 1998 — رئيس قطاع، رئيس قسم في شركة "بنك ميناتيب" المساهمة المفتوحة.
من 22 أبريل إلى 3 سبتمبر 1998 — المدير المالي للمؤسسة الحكومية الموحدة "شركة الدولة 'روسووروجينيه'".
من 1998 إلى 1999 — نائب رئيس إدارة الموارد الغذائية في حكومة موسكو.
في ديسمبر 1999، كان مرشحًا لمجلس الدوما عن الدائرة الانتخابية رقم 68 فولجسكي. بسبب بيانات الدخل غير الصحيحة، رفضت لجنة الانتخابات تسجيله مرتين. اعترفت المحكمة بحق بوبوف في المشاركة في الانتخابات. ومع ذلك، قبل يوم واحد من الانتخابات، تم استبعاده من المشاركة فيها.
في ديسمبر 2000، في انتخابات حاكم أوبلاست فولغوغراد، حصل على حوالي 10% من الأصوات.
من 1999 إلى 2001 — مدير مركز "مدرسة إدارة الاستثمار" التابع لأكاديمية الاقتصاد الوطني تحت حكومة روسيا الاتحادية.
من 2001 إلى 2003 — المدير العام للمؤسسة الاتحادية "المديرية المعنية بأعمال البناء والترميم في جمهورية الشيشان" التابعة لحكومة روسيا الاتحادية.
من 10 فبراير 2003 إلى 16 مارس 2004 — رئيس حكومة جمهورية الشيشان.
القائم بأعمال رئيس الإدارة المؤقتة لجمهورية الشيشان من 5 أغسطس إلى 19 أكتوبر 2003 — بقرار من رئيس الإدارة المؤقتة لجمهورية الشيشان أخمات قادروف، الذي أخذ إجازة (للمشاركة في الحملة الانتخابية لانتخاب رئيس جمهورية الشيشان).
من 2004 إلى 2006 — نائب رئيس الوكالة الفيدرالية للبناء والإسكان والخدمات المجتمعية (روسستروي).
من 2006 إلى 2007 — المدير العام لشركة "يورويتون" المساهمة المفتوحة.
من 2007 إلى 2008 — رئيس مجموعة العملاء "DKRS-Moscow" (فرع شركة "السكك الحديدية الروسية" المساهمة المفتوحة).
من 2008 إلى 2009 — المدير العام لشركة "بيل إيل ترانس" المساهمة المفتوحة (تابعة لشركة "السكك الحديدية الروسية" المساهمة المفتوحة).
من 2009 إلى 2010 — المدير العام لـ"مصنع موسكو لإصلاح القاطرات" المساهمة المفتوحة (تابعة لشركة "السكك الحديدية الروسية" المساهمة المفتوحة).
من 2010 إلى 28 سبتمبر 2012 — نائب وزير التنمية الإقليمية في روسيا الاتحادية.
من 2012 إلى 2013 — مساعد وزير مالية روسيا الاتحادية.
من نوفمبر 2013 — مدير إدارة سياسة الميزانية في مجال الخدمات العسكرية والقانونية الحكومية وأوامر الدفاع الحكومية بوزارة مالية روسيا الاتحادية.

## التسمم
في 27 سبتمبر 2003، شارك بوبوف في افتتاح خط أنابيب الغاز في منطقة غوديرميس. بعد المأدبة، نقل إلى مستشفى عسكري في خانكالا بتشخيص "تسمم غذائي عام". تم تشخيص إصابته بتسمم بسم مُتغير الكثافة. لنقل بوبوف للعلاج، تم نقله أولاً إلى موزدوك، ثم إلى موسكو.
بدأت النيابة في دراسة إمكانية التسمم المتعمد، وهو ما أيده حقيقة عدم وجود ضحايا آخرين. ومع ذلك، لم يتم تأكيد هذه الفرضية.
في 16 مارس 2004، وبسبب تدهور صحة بوبوف، تم تعيين سيرغي أبراموف رئيسًا لحكومة الجمهورية.

## الجوائز
- شارة الشرف "للمشاركة في تصفية عواقب حادث تشيرنوبل"
- شارة "من أجل التميز في الخدمة" لقوات وزارة الداخلية الروسية من الدرجتين الأولى والثانية
- ميدالية "في ذكرى مرور 850 عامًا على تأسيس موسكو" (1997)
- مهندس بناء فخري في الاتحاد الروسي (2003)
- شهادة شكر من رئيس روسيا (2003)
- ميدالية "من أجل الصداقة القتالية" (2003، جهاز الأمن الفيدرالي الروسي)
- سلاح مكافأة (2003، وزارة الشؤون الداخلية الروسية)
- مهندس طاقة فخري في الاتحاد الروسي (2012)
- شهادة شرف من وزارة التنمية الإقليمية في روسيا الاتحادية (2012)

## الهوايات
من هواياته السباحة، كرة القدم، الأدب الروسي التاريخي والكلاسيكي.

## المنشورات
- بوبوف أ. أ. الإمكانات الزراعية لروسيا: آفاق التنمية / أ. أ. بوبوف؛ إشراف علمي. ف. س. بالابانوف؛ الأكاديمية الروسية لريادة الأعمال. - م. : الاقتصاد، 1998. - 191 ص. - ببليوغرافيا. : ص 186-189.
- بوبوف أ. أ. المجمع الزراعي الصناعي في روسيا: المشاكل والحلول / أ. أ. بوبوف، م. أ. ياخيايف. - م. : الاقتصاد، 2003. - 409 ص. - ببليوغرافيا: ص 397-402.
- بوبوف أ. أ. التكافؤ السعري للتبادل بين القطاعات في المجمع الزراعي الصناعي: أطروحة الدكتوراه في العلوم الاقتصادية (مختصرة) / أ. أ. بوبوف. - م. : معهد عموم الاتحاد لبحوث اقتصاد الزراعة، 1990.

## الروابط
- "رئيس وزراء الشيشان الجديد قادم من "روس فوروجيني"". newsru. 10 فبراير 2003. مؤرشف من الأصل في 2018-12-31. اطلع عليه بتاريخ 2018-12-03. {{استشهاد ويب}}: تجاهل المحلل الوسيط |deadlink= لأنه غير معروف، ويقترح استخدام |url-status= (مساعدة)
- يوري باغروف (23 سبتمبر 2003). "تسمم رئيس حكومة الشيشان أناتولي بوبوف". راديو "سفوبودا". مؤرشف من الأصل في 2018-12-04. اطلع عليه بتاريخ 2018-12-03. {{استشهاد ويب}}: تجاهل المحلل الوسيط |deadlink= لأنه غير معروف، ويقترح استخدام |url-status= (مساعدة)
- "تسمم رئيس حكومة الشيشان أناتولي بوبوف". gazeta.ru. مؤرشف من الأصل في 2018-12-04. اطلع عليه بتاريخ 2018-12-03. {{استشهاد ويب}}: تجاهل المحلل الوسيط |deadlink= لأنه غير معروف، ويقترح استخدام |url-status= (مساعدة)